# Beauregard-de-Terrasson
 Beauregard-de-Terrasson  (en occitano Beuregard de Terrasson) es una comuna y población de Francia, en la región de Aquitania, departamento de Dordoña, en el distrito de Sarlat-la-Canéda y cantón de Terrasson-Lavilledieu. Está integrada en la Communauté de communes du Terrassonais.

## Demografía
| 406 | 436 | 533 | 575 | 653 | 654 |
| Para los censos de 1962 a 1999 la población legal corresponde a la población sin duplicidades (Fuente: INSEE [Consultar]) |     |     |     |     |     |

Está integrada en la aglomeración urbana de Terrasson-Lavilledieu